# Inspection générale de l'éducation, du sport et de la recherche
 (mars 2025).
Si vous disposez d'ouvrages ou d'articles de référence ou si vous connaissez des sites web de qualité traitant du thème abordé ici, merci de compléter l'article en donnant les références utiles à sa vérifiabilité et en les liant à la section « Notes et références ».
L’inspection générale de l'éducation, du sport et de la recherche (IGÉSR) est un service d'inspection français placé sous l'autorité directe et conjointe des ministres chargés de l'éducation, de l'enseignement supérieur, de la recherche, de la jeunesse et des sports.

## Histoire
L’inspection générale de l'éducation, du sport et de la recherche (IGÉSR) est l'héritière de plusieurs services d'inspection antérieurs.

### Inspection des lycées
Le premier de ces services est l'inspection des lycées créée par Napoléon Bonaparte en 1802 pour surveiller l'enseignement dans les lycées. En 1833, François Guizot instaure une inspection de l'enseignement primaire, mais cette dernière n'a qu'un rôle temporaire.

### Inspection générale de l'Instruction publique
En 1852, Napoléon III instaure par décret une inspection générale de l'Instruction publique qui comprend :
- huit inspecteurs généraux pour l'enseignement supérieur ;
- six inspecteurs pour les collèges et les lycées ;
- deux inspecteurs pour l'enseignement primaire.

Peu à peu, le nombre d'inspecteurs s'est accru, notamment en raison de l'augmentation du nombre d'établissements d'enseignement primaire et secondaire. En revanche, pour renforcer l'autonomie de l'enseignement supérieur, le corps des inspecteurs généraux de l'enseignement supérieur est supprimé en 1888, mais des missions d'inspection au sein des établissements d'enseignement supérieur sont confiées à des membres du comité consultatif de l'enseignement jusqu'en 1912. 
Dans les années 1830 est instituée une inspectrice générale des salles d'asile, appelée « déléguée générale » en 1837. En 1886 est créée à la place une inspection générale des écoles maternelles. Le décret du 1er juin 1930 instaure une « inspection générale des écoles primaires élémentaires » dont les membres sont surnommés « les petits généraux ». Elle fusionne avec la précédente au sein d'une « inspection générale de l'enseignement primaire » par le décret du 17 juin 1955.
Entre-temps, en 1921, apparaît l'inspection générale de l'enseignement technique.
L'inspection générale de la jeunesse et des sports est créée en 1946 par Andrée Viénot, sous-secrétaire d'État, par la réunion des inspections du secteur du sport et de l'éducation physique d'une part, et de la jeunesse et de l'éducation populaire d'autre part.

### Inspection générale de l’administration de l’éducation nationale
L’inspection générale de l’administration de l’éducation nationale est créé en 1965. Elle remplace alors quatre services d'inspection :
1. les inspecteurs généraux des services administratifs
2. les inspecteurs généraux des internats
3. les inspecteurs généraux des œuvres en faveur des étudiants
4. l’inspecteur du matériel de santé scolaire[4].

### Inspection générale de l'Éducation nationale
L'Inspection générale de l'instruction publique prend le nom d'inspection générale de l'Éducation nationale en 1980, sous le ministère de Christian Beullac. Les inspecteurs généraux de l'instruction publique, les inspecteurs généraux de l'enseignement technique et les inspecteurs généraux de l'éducation nationale forment l'Inspection générale de l'Éducation nationale en 1989.
Les inspecteurs généraux de l'instruction publique ont eu longtemps pour mission principale l'inspection individuelle de tous les enseignants et chefs d'établissements, à l'exception des instituteurs. Dans les années 1960, l'augmentation importante du nombre des enseignants conduit les inspecteurs à venir de moins en moins souvent dans les classes et les empêche de développer des missions d'examen de l'ensemble du système éducatif. C'est pour cela que sont institués en 1964 les inspecteurs pédagogiques régionaux, à qui est transférée progressivement, et presque totalement en 1989, la fonction d'évaluation individuelle des enseignants, hors classes supérieures des lycées.

### Inspection générale de l'administration de l'éducation nationale et de la recherche
En 1999, l'inspection générale de l'administration de l'éducation nationale devient l'inspection générale de l'administration de l'éducation nationale et de la recherche.

### Inspection générale de l'éducation, du sport et de la recherche
En 2019, l'Inspection générale de l'éducation nationale (IGEN), l'inspection générale de l'administration de l'éducation nationale et de la recherche (IGAENR), l'inspection générale de la jeunesse et des sports (IGJS), et l'inspection générale des bibliothèques (IGB) sont fusionnées dans l'inspection générale de l'éducation, du sport et de la recherche.
Dans le cadre de la réforme de l'encadrement supérieur de la fonction publique française de 2021-2023, le corps de l'IGÉSR est placé en extinction à partir du 1er janvier 2023. L'IGÉSR subsiste alors comme service d'inspection.

## Organisation
L'IGÉSR est régie par le décret no 2022-335 du 9 mars 2022 fixant le régime général des services d'inspection et par le décret no 2022-1635 du 23 décembre 2022 propre à ce service. 
Un chef du service est placé à la tête de l'inspection. Comme pour les autres services d'inspection, il est nommé par décret en Conseil des ministres pour un mandat de 5 ans, pouvant être suivi d'un second mandat de 3 ans. Il est assisté d'un comité de direction.

### Membres
Outre les membres du corps de l'IGÉSR institué en 2019 et n'ayant pas demandé leur passage dans celui des administrateurs de l'État, l'IGÉSR se compose de membres nommés pour un ou deux mandats de 5 ans. S'ils sont fonctionnaires, issus du corps des administrateurs de l'État ou d'autres agents civils ou militaires ayant exercé des fonctions d'encadrement suffisantes, ils sont placés en position de détachement,.

### Organisation interne
L'IGÉSR comprend cinq collèges, trois missions, six pôles transversaux et un groupe d'inspecteurs de la santé et sécurité au travail. 
- collège expertise disciplinaire et pédagogique ;
- collège expertise administrative et éducative ;
- collège jeunesse, sports et vie associative ;
- collège enseignement supérieur, recherche et innovation ;
- collège bibliothèques, documentation, livre et lecture publique ;
- mission enseignement primaire ;
- mission suivi des territoires ;
- mission ministérielle d'audit interne ;
- pôle coordination des missions ;
- pôle affaires juridiques et contrôle ;
- pôle affaires internationales ;
- pôle voie professionnelle et apprentissage ;
- pôle ressources humaines et mobilités ;
- pôle communication interne et externe, coordination des groupes d'échange et d'information.

### Dirigeants

#### IGEN
| Doyens de l'Inspection générale de l'Éducation nationale | Doyens de l'Inspection générale de l'Éducation nationale | Doyens de l'Inspection générale de l'Éducation nationale | Doyens de l'Inspection générale de l'Éducation nationale | Doyens de l'Inspection générale de l'Éducation nationale |
| -------------------------------------------------------- | -------------------------------------------------------- | -------------------------------------------------------- | -------------------------------------------------------- | -------------------------------------------------------- |
| 1981                                                     | 1989                                                     | Yves Martin                                              | agrégé d'anglais                                         | groupe des langues vivantes                              |
| 1989                                                     | 1995                                                     | Georges Laforest,                                        | agrégé de philosophie                                    | groupe de philosophie                                    |
| 1995                                                     | 1998                                                     | Xavier Darcos                                            | agrégé de lettres classiques                             | groupe des lettres                                       |
| 1998                                                     | 2002                                                     | Geneviève Becquelin                                      | agrégée d'anglais                                        | groupe des langues vivantes                              |
| 2003                                                     | 2005                                                     | Dominique Borne                                          | agrégé d'histoire                                        | groupe d'histoire et de géographie                       |
| 2005                                                     | 2010                                                     | François Perret                                          | agrégé de lettres classiques                             | groupe des lettres                                       |
| 2010                                                     | 2012                                                     | Erick Roser                                              | agrégé de mathématiques                                  | groupe des mathématiques                                 |
| 2012                                                     | 2016                                                     | Jean-Yves Daniel                                         | agrégé de physique                                       | groupe de physique-chimie                                |
| 2016                                                     | 2018                                                     | Anne Armand                                              | agrégée de lettres classiques                            | groupe des lettres                                       |
| 2018                                                     | 2019                                                     | Caroline Pascal                                          | agrégée d'espagnol                                       | groupe des langues vivantes                              |

#### IGAENR
| Identité                      | Période        | Période          |
| Identité                      | Début          | Fin              |
| ----------------------------- | -------------- | ---------------- |
| Jacky Richard (d)             | 5 janvier 2000 | 21 mai 2001      |
| Yvon Robert                   | 28 mai 2001    | 12 décembre 2003 |
| Jean-Richard Cytermann (d)    | 6 janvier 2014 | 30 mai 2019      |
| Par intérim : Caroline Pascal | 31 mai 2019    | 1er octobre 2019 |

#### IGJS
| Identité                | Période            | Période         |
| Identité                | Début              | Fin             |
| ----------------------- | ------------------ | --------------- |
| Jean-Claude Champin (d) | 1er septembre 1995 | 4 décembre 2008 |
| Hervé Canneva (d)       | 2008               | 2019            |

#### IGESR
| Identité               | Période          | Période         |
| Identité               | Début            | Fin             |
| ---------------------- | ---------------- | --------------- |
| Caroline Pascal        | 1er octobre 2019 | 31 juillet 2024 |
| Dominique Marchand (d) | 13 février 2025  | En cours        |

## Rôle
L'IGÉSR exerce sous l'autorité directe des ministres une mission générale « d’inspection, de contrôle, d’audit, d’enquête, d’évaluation, de conseil et d’appui, ainsi que des missions de coopération internationale ». 
Elle peut aussi, si elle y est autorisée par l’un des ministres dont elle relève, exercer des missions d'audit ou de conseil dans d'autres services ministériels, auprès de collectivités territoriales ou groupements de collectivités territoriales, d'organismes à but non lucratif, d'États étrangers ou d'organisations supra-nationales.
L’IGÉSR reprend les compétences des inspections supprimées, notamment celles fixées au chapitre Ier du titre IV du livre II du code de l'éducation. 
Elle joue un rôle dans l'élaboration et l'application des programmes scolaires, y compris dans les classes préparatoires aux grandes écoles (CPGE), dans l'examen et la diffusion des pratiques pédagogiques. 
Comme l'IGEN à laquelle elle succède, l'IGÉSR participe à certains processus de gestion de ressources humaines du ministère de l'Éducation nationale :
- l'évaluation des personnels de direction de l'Éducation nationale (principaux et proviseurs), des professeurs des CPGE et, exceptionnellement, des autres enseignants et personnels assimilés. À l'égard de ces derniers, la mission d'inspection est principalement assurée par les inspecteurs pédagogiques régionaux (IA-IPR) et inspecteurs de l'Éducation nationale (IEN) ;
- l'examen des candidatures à certains postes spécifiques de l'Éducation nationale, en particulier ceux relatifs aux CPGE ; elle propose au ministre la nomination des candidats qu'elle retient. Elle propose aussi la nomination dans le corps des professeurs de chaire supérieure. La titularisation des professeurs agrégés de l'enseignement du second degré relève statutairement de l'IGÉSR. Toutefois, celle-ci peut faire inspecter les professeurs stagiaires par des IA-IPR ;
- le recrutement et la formation initiale et continue des enseignants du premier et du second degré, en particulier dans les jurys des concours d'agrégation et au sein des instituts nationaux supérieurs du professorat et de l'éducation (INSPE).

L'IGÉSR est chargée, sous l'autorité du ministère de la Culture, d'assurer le contrôle scientifique et technique de l'État sur les bibliothèques publiques. 

## Critiques
Au sein de l'IGEN puis de l'IGESR qui en avait pris la suite, des emplois d'inspecteurs généraux peuvent être pourvus au tour extérieur. Ainsi, à l'IGEN, jusqu'à un poste d'inspecteur général sur cinq pouvait être pourvu de cette manière,. Selon les critiques dont elle est la cible, cette procédure, qui « s'apparente souvent à l'attribution de prébendes, et ne respecte même pas le socle de compétences minimales », contribuait à faire de l'IGEN comme des autres corps de contrôle « des usines à recaser les proches des politiques », voire « un système institutionnalisé d’emplois fictifs, ou partiellement fictifs ». En 2010, la Cour des comptes, reprenant une note du doyen de l'IGEN, relève « l'impossibilité d'adaptation » de cinq des douze inspecteurs généraux nommés au tour extérieur entre septembre 2002 et août 2008, du fait de leurs « insuffisances professionnelles »,.